# Genndy Tartakovsky

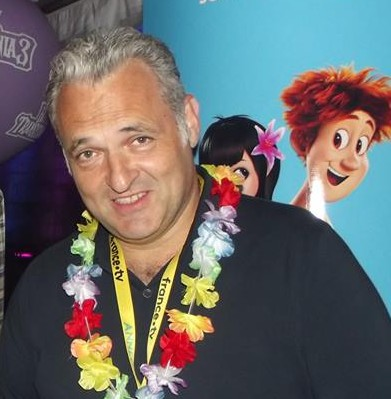
Genndy Tartakovsky (2018)

Genndy Tartakovsky (russisch Геннди Тартаковски, Geburtsname: russisch Геннадий Борисович Тартаковский, Gennadi Borissowitsch Tartakowski; * 17. Januar 1970 in Moskau, Sowjetunion) ist ein in den USA tätiger Animator, Regisseur, Storyboard-Künstler, Produzent, Drehbuchautor, Comicautor und Künstler.

## Leben
In Russland geboren, ging er mit seinen Eltern im Alter von sieben Jahren nach Chicago. Er studierte Film am Chicago Columbia College und Animation am California Institute of the Arts. Tartakovskys frühe Karriere als Animator beinhaltet die Mitarbeit bei diversen Serien wie Batman: The Animated Series und The Critic. Später arbeitete er am Storyboard für Hanna-Barberas 2 Stupid Dogs.
Tartakovsky ist bekannt durch seine Arbeit als Drehbuchautor und Produzent der Serien Dexters Labor und Samurai Jack. Dexters Labor entwickelte sich aus einem Studentenfilm, den er am California Institute of the Arts produziert hatte. Er unterstützte außerdem die Produktion der Serie Powerpuff Girls, von der er auch bei einigen Folgen Regie führte, ebenso wie dann bei Powerpuff Girls: Der Film. 2003 produzierte er die Star Wars Micro-Series bei denen der Zeitraum der Klonkriege thematisiert wird. Anstatt normalerweise zehn oder zwanzig Minuten Zeit, wie bei Dexters Labor oder Samurai Jack, zu haben, waren die Clone Wars-Folgen immer lediglich drei Minuten lang.
2011 wechselte Tartakovsky zu Sony Pictures Animation und war dort der Regisseur des Animationsfilms Hotel Transsilvanien, der am 25. Oktober 2012 in die deutschen Kinos kam. Dessen Nachfolger kam 2015 in die Kinos. Der dritte Teil, Hotel Transsilvanien 3 – Ein Monster Urlaub, wurde im Juli 2018 veröffentlicht.

## Filmografie (Auswahl)
- 1996–2003: Dexters Labor (Fernsehserie)
- 1998–2002: Powerpuff Girls (Fernsehserie)
- 2001–2004, 2017: Samurai Jack (Fernsehserie)
- 2002: Powerpuff Girls: Der Film (The Powerpuff Girls Movie)
- 2003–2005: Star Wars: Clone Wars (Fernsehserie)
- 2010–2011: Sym-Bionic Titan (Fernsehserie)
- 2012: Hotel Transsilvanien (Hotel Transylvania)
- 2015: Hotel Transsilvanien 2 (Hotel Transylvania 2)
- 2018: Hotel Transsilvanien 3 – Ein Monster Urlaub (Hotel Transylvania 3: Summer Vacation)
- seit 2019: Primal (Fernsehserie)
- 2022: Hotel Transsilvanien – Eine Monster Verwandlung (Hotel Transylvania: Transformania, Drehbuch)
- 2023: Unicorn: Warriors Eternal (Fernsehserie)

## Auszeichnungen
Tartakovsky hat (Stand April 2024) fünf Emmy Awards gewonnen, unter anderem für seine Arbeit an Dexters Labor, Samurai Jack, Clone Wars und Primal. 2007, im Alter von 37 Jahren, erhielt er den Winsor McKay Award.